# Nabalus
Nabalus là một chi thực vật có hoa trong họ Cúc (Asteraceae).

## Loài
Chi Nabalus gồm các loài:

### Châu Á
- Nabalus acerifolius Maxim. (1871) - Japan
- Nabalus angustilobus (C.Shih) Sennikov (2000) - Sichuan
- Nabalus faberi (Hemsl.) Sennikov (2000) - Guizhou, Sichuan
- Nabalus leptanthus (C.Shih) Sennikov (2000) - Sichuan
- Nabalus nipponicus Franch. & Sav. (1878) - Japan
- Nabalus ochroleucus Maxim. (1871) - Primorye, Jilin, Korea, Japan
- Nabalus pyramidalis (C.Shih) Sennikov (2000) - Sichuan
- Nabalus racemiformis (C.Shih) Sennikov (2000) - Hebei
- Nabalus tatarinowii (Maxim.) Nakai (1923) - China, Primorye, Korea

### Bắc Mỹ
- Nabalus alatus Hook. (1833) - western rattlesnake root - AK BC ALB WA OR IDMT
- Nabalus albus (L.) Hook. (1833) - white rattlesnake root - SAS MAN ONT QUE United States (Great Lakes, Northeast, Appalachians)
- Nabalus altissimus (L.) Hook. (1833) - tall rattlesnake root - MAN ONT QUE NB NS United States (Northeast, Southeast, South-central)
- Nabalus asper (Michx.) Torr. & A. Gray (1843) - rough rattlesnake root - United States (Great Plains, Mississippi Valley)
- Nabalus autumnalis (Walter) Weakley (2011) - slender rattlesnake root - MS FL SC NC VA DE NJ
- Nabalus barbatus (Torr. & A.Gray) A.Heller - barbed rattlesnake root - TX OK AR LA KY TN MS AL GA
- Nabalus boottii  DC. (1838) - Boott’s rattlesnake root - NY VT NH ME (possibly a synonym of Prenanthes boottii)[5]
- Nabalus crepidineus (Michx.) DC. (1838) - nodding rattlesnake root - MN IA MO AR TN KY IL IN WI MI OH WV PA NY
- Nabalus × mainensis (A.Gray) A.Heller [N. racemosus × trifoliolatus] - Maine rattlesnake root - NY QUE ME NS NB
- Nabalus racemosus (Michx.) Hook (1833) - glaucous rattlesnake root - Canada, northern United States
- Nabalus roanensis Chick. (1880) - Roan Mountain rattlesnake root - southern Appalachians (VA NC TN)
- Nabalus sagittatus (A.Gray) Rydb. (1900) - arrow-leaf rattlesnake root - BC ALB ID MT
- Nabalus serpentarius (Pursh) Hook. (1833) - lion's foot rattlesnake root - eastern United States (MS + FL to NH)
- Nabalus trifoliolatus Cass. (1825) - three-leaved rattlesnake root - eastern North America (GA to ONT + LAB)